# Clusia crassipetiolata
Clusia crassipetiolata är en tvåhjärtbladig växtart som beskrevs av José Cuatrecasas. Clusia crassipetiolata ingår i släktet Clusia och familjen Clusiaceae. Inga underarter finns listade i Catalogue of Life.